# Leucophenga pulcherrima
Leucophenga pulcherrima is een vliegensoort uit de familie van de fruitvliegen (Drosophilidae). De wetenschappelijke naam van de soort is voor het eerst geldig gepubliceerd in 1944 door Patterson and Mainland.